# Alex Tamáši
Alex Tamáši (* 25. března 1998) je slovenský hokejový útočník, který momentálně hraje za tým Mountfield HK.

## Prvenství
- Debut v ČHL – 15. září 2023 (HC Kometa Brno proti Mountfield HK)
- První gól v ČHL – 15. září 2023 (HC Kometa Brno proti Mountfield HK, brankáři Dominiku Furchovi)
- První asistence v ČHL – 15. září 2023 (HC Kometa Brno proti Mountfield HK)

## Statistiky

### Klubové statistiky
| Sezóna      | Klub                     | Soutěž      |     | Základní část | Základní část | Základní část | Základní část | Základní část |   | Play off | Play off | Play off | Play off | Play off |
| Sezóna      | Klub                     | Soutěž      | Z   | G             | A             | B             | TM            | Z             | G | A        | B        | TM       |          |          |
| 2016–17     | HC '05 Banská Bystrica   | SHL         | 36  | 5             | 7             | 12            | 8             | —             | — | —        | —        | —        |          |          |
| 2016–17     | HC 07 Detva              | 1.SHL       | 3   | 0             | 1             | 1             | 2             | —             | — | —        | —        | —        |          |          |
| 2017–18     | HC '05 Banská Bystrica   | SHL         | 10  | 2             | 2             | 4             | 0             | 2             | 0 | 0        | 0        | 0        |          |          |
| 2017–18     | HK Orange 20             | SHL         | 22  | 4             | 7             | 11            | 0             | —             | — | —        | —        | —        |          |          |
| 2017–18     | HK Orange 20             | 1.SHL       | 5   | 2             | 7             | 9             | 0             | —             | — | —        | —        | —        |          |          |
| 2018–19     | HC '05 Banská Bystrica   | SHL         | 12  | 3             | 1             | 4             | 0             | —             | — | —        | —        | —        |          |          |
| 2018–19     | MHk 32 Liptovský Mikuláš | SHL         | 53  | 6             | 10            | 16            | 10            | —             | — | —        | —        | —        |          |          |
| 2019–20     | HC '05 Banská Bystrica   | SHL         | 22  | 0             | 4             | 4             | 2             | —             | — | —        | —        | —        |          |          |
| 2019–20     | Bratislava Capitals      | 1.SHL       | 1   | 0             | 0             | 0             | 0             | —             | — | —        | —        | —        |          |          |
| 2019–20     | MHk 32 Liptovský Mikuláš | SHL         | 14  | 4             | 2             | 6             | 4             | —             | — | —        | —        | —        |          |          |
| 2020–21     | HC '05 Banská Bystrica   | SHL         | 49  | 7             | 9             | 16            | 18            | 4             | 0 | 0        | 0        | 0        |          |          |
| 2021–22     | HC '05 Banská Bystrica   | SHL         | 44  | 7             | 14            | 21            | 6             | 9             | 2 | 1        | 3        | 0        |          |          |
| 2022–23     | HC '05 Banská Bystrica   | SHL         | 45  | 13            | 15            | 28            | 6             | 7             | 1 | 1        | 2        | 6        |          |          |
| 2023–24     | Mountfield HK            | ELH         | 51  | 7             | 10            | 17            | 8             | 8             | 1 | 1        | 2        | 0        |          |          |
| SHL celkově | SHL celkově              | SHL celkově | 307 | 51            | 71            | 122           | 54            | 22            | 3 | 2        | 5        | 6        |          |          |
| ELH celkově | ELH celkově              | ELH celkově | 51  | 7             | 10            | 17            | 8             | 8             | 1 | 1        | 2        | 0        |          |          |

### Reprezentace
| Rok        | Tým          | Soutěž     | Z | G | A | B | TM |
| ---------- | ------------ | ---------- | - | - | - | - | -- |
| 2018       | Slovensko 20 | MSJ        | 5 | 0 | 0 | 2 | 2  |
| 2022       | Slovensko    | MS         | 8 | 1 | 1 | 2 | 0  |
| Celkem MSJ | Celkem MSJ   | Celkem MSJ | 5 | 0 | 2 | 2 | 0  |
| Celkem MS  | Celkem MS    | Celkem MS  | 8 | 1 | 1 | 2 | 0  |